# Bréhéville
 Bréhéville  es una población y comuna francesa, en la región de Lorena, departamento de Mosa, en el distrito de Verdún y cantón de Damvillers.

## Demografía
| 306 | 302 | 261 | 263 | 250 | 206 |
| Para los censos de 1962 a 1999 la población legal corresponde a la población sin duplicidades (Fuente: INSEE [Consultar]) |     |     |     |     |     |